# 109 TCN
Năm 109 TCN là một năm trong lịch Julius. 